# 遊唱詩人 (歌劇)
《遊唱詩人》（義大利語：Il trovatore）是一部著名的四幕歌劇，由朱塞佩·威尔第作曲，與《茶花女》、《弄臣》並稱威爾第中期三大鉅作。意大利文劇本是由萊昂內·埃馬努埃萊·巴爾達雷及薩爾瓦多·卡馬拉諾編寫，改編自西班牙浪漫主義劇作家安東尼奧·加西亞·古鐵雷斯的話劇《El Trobador》。
《遊唱詩人》於1853年1月19日在羅馬阿波羅歌劇院首次演出。

## 角色
- di Luna伯爵— 男中音，效忠亞拉岡王子的貴族
- Leonora—女高音，亞拉岡王子妃的貴族女官
- Azucena—女中音
- Manrico—男高音，效忠烏赫爾伯爵（英语：County of Urgell）的軍官，遊唱詩人
- Ferrando—男低音
- Ines—女高音
- Ruiz—男高音
- 老吉卜賽人—男低音
- 使者—男高音
- Leonora隨從，修女，伯爵府人員，士兵，吉卜賽人— 合唱團

## 故事

### 第1幕：決鬥

#### 場景1：在薩拉戈薩的Aljaferia城堡
di Luna伯爵在他愛慕的Leonora的窗下整晚徘徊，伯爵的部下負責守衛。
衛兵首領Ferrando為了驅散衛兵們的睡意，他說出了發生在15年前一件可怕的事：一個老婦人，用可怕的眼神盯著伯爵的弟弟（當時他只是一個嬰孩），自此，伯爵弟弟身體出現異常，日漸孱弱，伯爵認為是老婦人下的詛咒，下令燒死老婦人。在老婦人屍體的灰燼裡，發現了一具嬰兒的骸骨，而伯爵的弟弟亦從此消失，大家都相信是老婦人的女兒為了報復，將嬰孩一同投進火裡燒死，而老婦人的女兒亦從此失蹤。伯爵先父不認為他的兒子已死，遺言交代長子必須繼續尋找弟弟。Ferrando說他仍然記得那個女兒的容貌。
Ferrando說到老婦人的幽靈一直在纏繞著這座城堡，一眾衛兵惶恐得打起顫來。

#### 場景2：城堡的庭院
Leonora愛的不是伯爵，而是遊吟詩人Manrico。當她正在等待Manrico來臨的時候，她告訴閨蜜Ines她在御前競賽上邂逅Manrico並愛上了他，唱出歌曲“Tacea la notte placida”（一個寧靜的夜晚）。Ines警告她迷戀一個陌生人可能會有危險，Leonora不以為然，唱出歌曲“Di tale amor, che dirsi”（此心不能言表）。這個時候，di Luna伯爵出現，想向Leonora表示愛意。同一時間，遠處傳來Manrico的歌聲“Deserto sulla terra”（戰場上不可思議的命運），Leonora以為Manrico來到，在黑暗中，Leonora誤認伯爵為Manrico，並擁抱伯爵，這時候Manrico來到，指責Leonora不忠，她解釋只是誤會。當伯爵知道Leonora愛的是Manrico，便唱出"Di geloso amor sprezzato"（嫉妒之火在我心中燃燒），怒斥他是敵人烏赫爾伯爵的部下，兩位情敵跑到後院決鬥。

### 第2幕：吉卜賽人

#### 場景1：在比斯開（Biscay）的吉卜賽人營地
吉卜賽人一邊打鐵工作，一邊在合唱“Vedi! le fosche notturne spoglie'”（看吧!夜幕已揭開），Azucena苦思著她那個因為身為女巫而被燒死母親。
Azucena向她的兒子Manrico解釋他的身世（因為Manrico幼年已離開Azucena闖盪，故此他對於自己的身世並不清楚）。她唱出歌唱“Stride la vainpa！”（熊熊烈火），說起當年她為了替母親報仇，偷走了伯爵的弟弟並把他燒死，但事後仔細想清楚，驚覺她混亂中誤把自己的兒子燒死了。Manrico對於自己的身世即時大感困惑，Azucena慌張地佯言自己每當想起可怕的往事都會胡言亂語，並重申自己是他的母親，剛剛才為他療傷，是作為母親愛他的表現。（Manrico在先前與伯爵的決鬥中放過了伯爵，但事後遭趕到的伯爵部下所傷）
Azucena問他為何沒有殺死伯爵，他唱出歌曲“Mal reggendo all'aspro assalto”（當我把敵人擊倒）憶述當他正想殺死伯爵的時候，天上有一把奇怪的聲音制止了他。Azucena力勸他下次一定不可再手下留情。
使者隨來訊息，說Leonora以為Manrico被殺，傷心下決定要進入修道院當修女。儘管Azucena制止，Manrico仍馬上前往阻止Leonora。

#### 場景2：修道院外
伯爵在修道院外等待機會把Leonora劫走，唱著思念她的歌曲“ll balen del suo sorriso”（你微笑時奇妙的光輝）。此時，Manrico及他的部下趕到，並擊敗伯爵。

### 第3幕：吉卜賽人之子

#### 場景1：在軍營外
伯爵把Manrico的軍營圍堵，Azucena在軍營外徘徊，被伯爵的部下逮捕，懷疑她是間牒。Ferrando認出她就是當年老婦人的女兒，Azucena即時慌張起來，叫喊Manrico前來救她。伯爵知道她就是殺害弟弟的兇手，而且是敵人Manrico的母親，故決定把她處決。

#### 場景2：在軍營內
Manrico和Leonora準備舉行婚禮，唱著歌曲“Ah si, ben mio”（啊，親愛的戀人），但Ruiz傳來Azucena將被燒死的消息，Manrico激動地唱出“Di quella pira”（看那可怕烈焰），即時前往迎救，並安慰Leonora。

### 第4幕：處決

#### 場景1：在Aljaferia城堡
Manrico营救母親但戰敗被捕，Ruiz將Leonora悄悄帶到囚禁Manrico的高塔，唱出歌曲“D'amor sull'ali rosee”（愛情乘在玫瑰色翅膀）。遠處傳來一眾僧侶為Manrico唱著的求主垂憐曲（Miserere）。Leonora以自己的身體懇求伯爵饒過Manrico。伯爵高興地答應，Leonora伺機吞下毒藥。

#### 場景2：在囚室內
Azucena想到自己即將被燒死，陷入極度驚慌的狀態。Manrico勉力安撫她，告訴她很快就可以返回山上的家園，唱著歌曲“Ai nostri monti”（回到我們的山上），Azucena睡著了。
這時候Leonora進來，告訴Manrico他們二人可以離開了。當Manrico要求Leonora一同離開的時候，Leonora拒絕。Manrico譴責她為了救自己而投奔伯爵，這時候毒藥發作，Leonora倒在地上，Manrico才恍惚大悟，Leonora為了保住清白，以死相救。伯爵在Leonora死前趕到，怒斥Leonora欺騙他，下令即時處決Manrico。
Azucena此時候醒來，被伯爵拉到窗前看著已被處決的Manrico。Azucena瘋狂大叫，道出Manrico正正就是伯爵弟弟的真相，終於為母親報了仇，說罷氣絕身亡。
伯爵在當場絕望地尖叫。

## 外部連結
- 遊唱詩人故事大綱
- 遊唱詩人錄音評級 （页面存档备份，存于）
- Opera Guide故事，劇本，重點